# 数値予報
数値予報（すうちよほう）とは、大気の状態変化を数値的に計算して将来の状態を予測する、天気予報の手法である。
数値予報は、観測データの収集・品質チェック・格子点作成（モデル化）・初期値の設定・時間積分等の計算技術・最終結果を表現するための画像処理などの技術によって支えられている。

## 数値予報の原理
数値予報の考え方は1922年にルイス・フライ・リチャードソンによって提示されていたが、その実現には膨大な計算コストを必要としたため、実用化されたのは高速なコンピュータが利用されるようになった1950年代の事であった。
気象変化は物理現象であるから、客観的にある時点での大気の状態を記述することができれば、将来の大気の状態を決定論的に導くことができるはずである。
その中心となる原理は、流体力学のナビエ-ストークスの式である。水平方向への状態変化としては、この式がもっとも重要な役割を果たすが、非線形の微分方程式であり、カオス理論で説明されるような挙動を示すことになり、現実的には未来永劫の状態を知ることができるわけではない。
鉛直方向への状態変化は、気圧傾度力と重力の釣り合いの式が中心となる。
このほかに、質量保存の法則・エネルギー保存の法則・水蒸気保存の法則・状態方程式を用いる。

## 数値予報モデル
通常は、連続量である大気の状態を離散的な格子点の値で表現し、計算機の能力に応じた計算を行って将来の状態を得る。格子点値（grid point value）は略してGPVと表記される。この仮想的な格子点の組に、各種大気状態を表す物理量の計算式を組み込んだものを数値予報モデルと呼ぶ。
格子点の値の代わりに、波数領域で有限な波数（スペクトル）で表現されることもある。
数値予報モデルは、対象とする領域の大きさ、予測時間に応じていくつかの種類が用いられる。
- 対象となる領域による分類
  - 全球モデル - 地球全体を対象とし、地球規模での気象変化を予測する。
  - 領域モデル - 特定の領域対象とし、詳細な気象変化を予測する。ただし、周辺領域では精度は落ちる。

- 特定の現象を対象とするもの
  - 台風モデル
  - エルニーニョモデル

- 対象となる流体による分類
  - 気象予報モデル - 大気だけを対象とする。
  - 海洋数値予報モデル - 海洋だけを対象とする。

## 数値予報の精度
数値予報の精度に影響を与えるものとして、格子点の大きさと初期値が重要である。
格子点の大きさは、小さいほど予測精度が高くなるが、計算量に大きく影響を与えるためあまり小さくすることはできない。現実に用いられているものでは、水平方向に10km間隔の格子点が用いられている。
数値予報を行うためには、すべての格子点で、初期時刻の気温、気圧、風速、湿度などの初期値を与える必要がある。現実的な制約から、初期値は格子点での値ではなく、アメダスや気象台などの空間的にランダムに分布した観測点で得られる。陸上の地表付近では情報は密であるが、海上や大気上層の観測データはかなり疎なものとなる。世界気象機関の取り決めにより、規則的な観測時刻で得られる観測値もあるが、初期時刻からずれた時刻の観測値しか得られないことがある。これらのランダム分布のデータから、一様な格子点値を得るための作業を客観解析という。
客観解析により初期時刻の格子点値が得られたとしても、必然的にわずかな誤差が含まれる。このため、前述のように数値予報の結果はカオス理論的な変化を示す。これは、1963年に気象学者ローレンツが発見した挙動に他ならない。
この初期値の誤差を評価するために、誤差の範囲でいくつかの初期モデルを作成し、それぞれについて数値予報を行い、誤差の影響を評価しながら天気を予測する手法が後述のアンサンブル予報である。
現在の計算能力では、例えば全球モデルによる数値予報では、3日先までの予報がある程度信頼できる範囲と言われている。

## 気象庁における数値予報
気象庁では、1959年（昭和34年）に大型コンピュータIBM704を導入して、数値予報業務を開始した。
2019年12月現在、主要な以下のモデルについて計算を行い、結果を外部に提供している。
| モデル名                         | 予報領域 | 水平格子点間隔 | 鉛直層数 | 予報期間                                                                    | 計算頻度                                     |
| -------------------------------- | -------- | -------------- | -------- | --------------------------------------------------------------------------- | -------------------------------------------- |
| 局地モデル(LFM)                  | 日本周辺 | 2km            | 58層     | 10時間                                                                      | 24回/日                                      |
| メソモデル(MSM)                  | 日本周辺 | 5km            | 76層     | 39時間 51時間                                                               | 6回/日 2回/日                                |
| メソアンサンブルモデル(MEPS)     | 日本周辺 | 5km            | 76層     | 39時間×21メンバー                                                           | 4回/日                                       |
| 全球モデル(GSM)                  | 地球全体 | 20km           | 100層    | 132時間 264時間                                                             | 3回/日 1回/日                                |
| 全球アンサンブル予報モデル(GEPS) | 地球全体 | 40km 55km 40km | 100層    | 264時間×27メンバー 432時間×13メンバー 816時間×13メンバー 132時間×27メンバー | 2回/日 火・水のみ2回/日 台風発生時のみ2回/日 |
| 3か月アンサンブル予報モデル      | 地球全体 | 110km          | 60層     | 120日×51メンバー                                                            | 1回/月                                       |
| 暖寒候期アンサンブル予報モデル   | 地球全体 | 110km          | 60層     | 150〜210日×51メンバー                                                       | 1回/月(2,3,4,9,10月)                         |

また、このほかに気象研究所/数値予報課非静力学モデル(MRI/NPD-NHM)、エルニーニョ予測モデルなどがあり、予報にも利用されている。

### アンサンブル予報
1か月予報に関しては1996年（平成8年）3月から、週間天気予報に関しては2001年（平成13年）3月から、3か月予報に関しては2003年（平成15年）3月から、暖寒候期予報は2003年（平成15年）9月より採用され、2008年3月から新たに異常天候早期警戒情報（後に早期天候情報に移行）を開始した。
数値予報では、初期値のわずかな誤差が時間とともに増幅するため、意図的な誤差をもつ何種類かの異なる初期値から計算を始めた予測結果を求め、その何種類かの結果の平均値を予想気圧配置として利用したり、計算結果の広がり（スプレッド）により予報の確からしさを求めるなどの方法で予報に活用している。
週間天気予報の確からしさは、A～Cの信頼度として発表されており、気象庁ホームページの週間天気予報で確認できる。

## 天気予報ガイダンス
数値予報の結果をもとにした基本資料を天気予報ガイダンスという。このガイダンスにより、対象とする場所の天気を求める作業（天気翻訳）を行う。

### MOS方式(Model Output Statistics,モデル出力統計)
統計的関係式としては、線形の対応関係としてカルマンフィルター方式を用い、非線形の対応関係としてニューラルネットワーク方式を用いる手法が主流。
これらの方式は、数値予報結果が出力されるごとにガイダンス値と観測値を対比して自動的に統計的関係式を修正する逐次学習機能を備えた方式となっており、数値予報モデルの変更に柔軟に対応可能。
しかし、統計的な関係を用いるので、予報結果は平滑化されたものになりやすい。また、梅雨から夏への変化の際など、急激に大気の場が変化した際には、新しい状況を学習しないと一時的に精度が落ちるので、ガイダンスの利用にあたっては注意が必要。
1996年以前は、統計的関係として、数値予報の予想値を予測因子とする重相関回帰式を用いていたが、モデルが変更になると再度作りなおす必要があったため、モデルのレベルアップに対応できていなかった。

### PPM方式(Perfect Prognostic Method,完全予報法)
統計的関係式を求める際に観測値を用い、得られた関係式に数値予報の予報値を用いる方式。
一般には、MOS方式よりPPM方式のほうが精度が悪いとされている。